# Adnan Gulshair el Shukrijumah

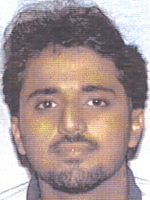
Adnan Shukrijumah (2001)

Adnan Gulshair el Shukrijumah (arabisch عدنان شكري جمعة, DMG ʿAdnān Šukrī Ǧumʿa; * 4. August 1975 in Saudi-Arabien; † 6. Dezember 2014 in Süd-Wasiristan) war ein saudi-arabisches al-Qaida-Mitglied. Er wurde in Saudi-Arabien geboren, wuchs jedoch in den Vereinigten Staaten auf.
Im März 2003 wurde gegen ihn ein vorläufiger Haftbefehl erlassen, infolge dessen er auch in die Informationsliste über den Krieg gegen den Terror des Federal Bureau of Investigation (FBI) aufgenommen wurde. Außerdem setzte das Außenministerium der Vereinigten Staaten über das Rewards for Justice Program eine Belohnung in Höhe von bis zu 5 Millionen US$ für Informationen über seinen Aufenthaltsort aus.
Mit seiner Familie lebte er zuletzt in Miramar. Es war jedoch bekannt, dass Shukrijumah über einen guyanischen Pass verfügte und möglicherweise auch einen saudischen, kanadischen oder trinidadischen Pass nutzte. Saudi-Arabien bestritt mehrfach, dass el Shukrijumah ein saudischer Staatsbürger sei. Er wurde verdächtigt, ein hochrangiges Mitglied von al-Qaida zu sein.
Seine Mutter bestand darauf, dass ihr asthmatischer Sohn zu Unrecht beschuldigt worden sei. Er verwendete auch die Namen Abu Arif und Jafar al-Tayyar, wobei letzterer übersetzt „Jafar, der Pilot“ bedeutet.
2014 wurde Shukrijumah bei einer Militäroperation von Spezialkräften der Streitkräfte Pakistans in Südwasiristan getötet. Die Tehrik-i-Taliban Pakistan bestätigten Shukrijumahs Tod zwei Tage später. Im Juli 2016 bestätigte auch al-Qaida Shukrijumahs Tod und forderte die Freilassung seiner Frau und seiner Kinder.

## Frühe Jahre

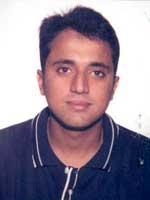
Adnan G. El Shukrijumah

Shukriumah zog in den 1980ern als junger Teenager mit seinen Eltern in die Vereinigten Staaten. Seine Mutter Zuhrah Abdu Ahmed wohnt weiterhin in Florida, während sein Vater nach seiner Arbeit als Imam starb. Sein Vater erregte 2001 das Interesse der Behörden, nachdem ihm die saudische Botschaft 19.200 $ überwies.
Shukrijumah lernte als Jugendlicher Englisch. Als junger Erwachsener besuchte er 1997 Kurse für „Englisch als Zweitsprache.“ Das FBI besitzt ein Video aus dieser Zeit von Adnan G. El Shukrijumah, das ihn bei einer Präsentation vor der Klasse zum Thema Starthilfe zeigt. U.S.-Behörden gehen davon aus, dass er Ende der 1990er ein afghanisches Trainingslager besuchte. Angeblich erhielt er Hilfe von der amerikanischen Neurowissenschaftlerin Aafia Siddiqui. Shukrijumah schrieb sich beim Broward College ein und verdiente nebenberuflich Geld als Computertechniker. Er bewarb sich für die United States Permanent Resident Card, um eine Anerkennung für die Vereinigten Staaten als dauerhaften Aufenthaltsort zu erreichen, log dabei jedoch über eine vorherige Verhaftung.
Im März 2001 bemerkten die Behörden während der Überwachung Imran Mandhais, der dieselbe Moschee in Florida wie Shukrijumah besuchte, dass dieser in ihm einen möglichen Mitstreiter für seine Pläne sah, obwohl Shukrijumah eine Zusammenarbeit mit dem militanten Mandhai ablehnte. Berichte beschuldigten Mandhai später, Pläne zur Zerstörung des Mount Rushmore National Memorials entwickelt zu haben.
Nachdem er seinen Abschluss in Computertechnik erhalten hatte, verließ Shukrijumah im Mai 2001 die Vereinigten Staaten und flog nach Trinidad. Mandhai hingegen sagte vor Gericht aus, er glaube, Skukrijumah zuletzt zwei Monate nach der angegebenen Abreise gesehen zu haben. Die Behörden versuchten, mit Shukrijumah zu sprechen, weshalb sie sechs Mal unangekündigt das Haus seiner Eltern aufsuchten, wo ihnen gesagt wurde, er habe das Land verlassen.
Unter Folter behauptete José Padilla, im Sommer 2001 mit Shukrijumah zusammengearbeitet zu haben und dass ihnen bei einem Kurs am Flughafen Kandahar beigebracht worden sei, wie man Erdgas in Gebäudekomplexe einleitet und Explosionen auslöst. Padilla gab an, dass sie sich ständig stritten und er sich bei Mohammed Atef beschwerte, da er nicht mit Shukrijumah zusammenarbeiten könne, weshalb das Training abgebrochen worden sei.
Ende 2002 rief Shukrijumah seine Eltern an und teilte ihnen mit, er habe eine Frau gefunden, sich niedergelassen und sei Vater eines Sohnes und würde nun Englisch in Marokko unterrichten.

## Terrorwarnung 2003
Im März 2003 wurde das Haus seiner Familie in Florida durch das FBI durchsucht, wobei jedoch keine Hinweise zu seinem Aufenthaltsort gewonnen werden konnten. Es wurde eine Bekanntmachung veröffentlicht, in der er als Terrorist gesucht wurde, der eine „ernste Gefahr“ für „Tankstellen, Tanklastwagen, U-Bahnen, Züge oder Brücken“ darstelle. Im ganzen Land wurden mehrere „Sichtungen“ gemeldet, davon eine in einem Sandwichladen in Süd-Tampa.
Im September 2003 wurde vom FBI eine Warnung für vier Personen herausgegeben, die „eine Bedrohung für U.S.-Bürger darstellen“. Dabei handelte es sich um Abderraouf Jdey, Shukrijumah und die zuvor unbekannten Personen Zubayr al-Rimi und Karim el-Mejjati.
Im Oktober schrieb Paul L. Williams ein Buch mit dem Titel Dunces of Doomsday. Darin behauptete er, dass Amer el-Maati, Jaber A. Elbaneh und Abu Anas al-Liby im vorigen Jahr in der Gegend um Hamilton gesehen worden sein, und dass Shukrijumah an der McMaster University gesehen worden sei, wo er „keine Zeit verschwendete, um Zugang zum Kernreaktor zu erlangen und mehr als 180 Pfund nukleares Material für die Herstellung radiologischer Bomben zu stehlen.“ Der Autor wurde später von der Universität wegen Diffamierung verklagt, da es für keinen Teil seiner Geschichte Beweise gab. Der Verlag entschuldigte sich später dafür, dass er Williams erlaubte, Aussagen zu drucken, die „in der Tat keine Grundlage hatten.“

“Mr. Williams' allegations about McMaster [are] on a par with UFO reports and JFK conspiracy theories…the notion that because there are people on the faculty from Egypt that McMaster is then a haven for terrorism is not only logically offensive, it smacks of racism.”

„Mr. Williams Behauptungen über McMaster stehen auf einer Stufe mit UFO-Berichten und JFK-Verschwörungstheorien…Die Vorstellung, dass McMaster ein Paradies für Terroristen ist, da es an der Fakultät Personen aus Ägypten gibt, ist nicht nur logisch beleidigend, sondern riecht nach Rassismus.“

## Terrorwarnung im Sommer 2004
Am 26. Mai 2004 gaben United States Attorney General John Ashcroft und FBI-Direktor Robert Mueller bekannt, dass Shukrijumah Berichten zufolge eines von sieben al-Qaida-Mitgliedern sei, die Terroranschläge für Sommer oder Herbst 2004 planten. Die weiteren Terrorverdächtigen auf der Liste waren Ahmad Chalfan al-Ghailani (der später in Pakistan gefangen genommen wurde), Fazul Abdullah Muhammad, Amer el-Maati, Aafia Siddiqui, Adam Yahiye Gadahn, und Abderraouf Jdey. Die ersten beiden wurden aufgrund ihrer Beteiligung bei den Terroranschlägen auf die Botschaften der Vereinigten Staaten in Daressalam und Nairobi seit 2001 als Terroristen vom FBI gesucht. Jdey war bereits bei ihrer Einführung am 17. Januar 2002 auf der Informationsliste des FBI aufgeführt. Shukrijumah und die drei weiteren Personen wurden später ebenfalls in die Liste aufgenommen. Demokraten bezeichneten die Warnung als „verdächtigt“ und sagten, sie diene lediglich dazu, von den sinkenden Umfragewerten von Präsident Bush und den Misserfolgen der Irakinvasion abzulenken. CSIS-Direktor Reid Morden äußerte ähnliche Bedenken. Er sagte, es sei eher „Wahljahres“-Politik als eine tatsächlichen Bedrohung. Die The New York Times betonte, dass ihnen einen Tag vor der Ankündigung vom Ministerium für Innere Sicherheit der Vereinigten Staaten mitgeteilt worden sei, es gäbe keine aktuellen Risiken.
Ashcroft behauptete, Shukrijumah habe gezielt nach Orten für mögliche Terroranschläge in New York City und um den Panamakanal gesucht. Am 30. Juni gab das honduranische Sicherheitsministerium bekannt, dass sich Shukrijumah die letzten Monate in Honduras aufhielt und sich dort mit Mitgliedern der Mara Salvatrucha-Bande traf. Im September behauptete die Aviation Security Association, dass ein japanischer Flugbegleiter Shukrijumah mit seinem ungewöhnlichen Verhalten auf dem Flughafen Kansai konfrontiert habe. Im Juni 2007 behauptete die New York Post, Shukrijumah sei „al-Qaidas Operationsführer für einen nuklearen Terroranschlag in den Vereinigten Staaten“ und Osama bin Laden habe ihn ausgesucht, „um zeitgleich Atombomben in mehreren U.S.-Städten detonieren zu lassen.“

## Identifikation
In einer Zusammenfassung des High Value Terrorist Detainee Program aus dem Jahr 2006 des Director of National Intelligence wurde Jafar al-Tayyar mittels Waterboarding Abu Subaidas als el Shukrijumah identifiziert. Chalid Scheich Mohammed wurde ebenfalls Waterboarding unterzogen. Anschließend wurde ihm ein Foto von Shukrijumah gezeigt, woraufhin er zustimmte, dass es sich um Jafar al-Tayyar handelte. Weitere Gefangene von Guantanamo gaben hingegen an, dass es sich bei einem anderen Mann, dessen Bild in einer Sammlung vorhanden war, um Jafar al-Tayyar handelte. Amerikanische Behörden wiesen diese Behauptungen zurück.

## Verbindung zu Najibullah Zazi und Aufnahme in die FBI-Terrorliste
Im Juni 2010 berichteten Mitarbeiter der U.S.-Terrorismusbekämpfung anonym der Associated Press, dass sich der im September 2009 aufgrund eines geplanten Selbstmordanschlags auf die New York City Subway verhaftete Najibullah Zazi in Pakistan mit Shukrijumah getroffen habe. Am 8. Juli 2010 wurde Shukrijumah in die FBI-Terrorliste aufgenommen.

## Terroristische Tätigkeit
Shukrijumah und zwei weitere Personen waren Teil einer Gruppe, die Terroranschläge plante und genehmigte und Terroristen rekrutierte. Seine beiden Kollegen wurden durch Drohnenangriff der Vereinigten Staaten getötet, wodurch Shukrijumah de facto Chef wurde und seinem ehemaligen Chef Mohammed nachfolgte. FBI-Agent Brian LeBlanc sagte einem US-Nachrichtensender, „er würde mit dem Operationsführer gleichgesetzt werden“ und Ermittler hielten ihn für „extrem gefährlich.“
Angaben des Long War Journal zufolge war Shukrijumah jedoch Operationsführer für Nordamerika.